# Циануровая кислота
Циануровая кислота (2,4,6-тригидрокси-1,3,5-триазин) — гетероциклическая кислота.

## Свойства
Циануровая кислота состоит из двух таутомерных форм: лактимной (собственно циануровая кислота, формула 1) и лактамной (изоциануровая кислота, триазинотрион, формула 2). Константы ионизации лактамной формы: K1 = 6,3⋅10−7, K2 = 7,8⋅10−11, K3 = 3,2⋅10−14 (водные растворы при 25oC).
Растворим в ряде растворителей:
| Растворитель (25oC) | Растворимость 9 (г/л) |
| ------------------- | --------------------- |
| Вода                | 2,7                   |
| Бензол              | 67                    |
| Диметилсульфоксид   | 115                   |

Малотоксичен (ПДК в воде 0,5 мг/см3). Производные циануровой кислоты более ядовиты.

## Химические свойства
При нагревании выше 360oC циануровая кислота превращается в циановую кислоту. При реакции с аммиаком при 200—250oC и повышенном давлении образуется моноаммониевая соль. При взаимодействии выше 250oC образуется цианурамид.
При взаимодействии с гидроксидами металлов I, II и IV групп Периодической таблицы образуются соответствующие одно-, двух- и тризамещённые соли — цианураты.
Реакция циануровой кислоты с PCl5 даёт цианурхлорид.

## Получение
Синтез циануровой кислоты осуществляется в основном методом пиролиза мочевины:
Тримеризация мочевины должна происходить при высокой температуре (нагревание мочевины или биурета) в инертном растворителе (сульфолан, 4-хлор-m-крезол, 3-метилсульфолан, эфир 2-метоксиэтила), рекомендуется температура выше 180 °C. 
При втором способе получения мочевина нагревается в присутствии хлорирующего агента (хлор, фосген COCl2, сульфурилхлорид SO2Cl2):
Циануровая кислота образуется также при гидролизе цианурхлорида и меламина.

## Применение
Циануровая кислота и ряд её производных используются для производства эффективных отбеливающих и дезинфицирующих средств, полимеров. Применяется как фунгицид, гербицид, антипирен, клей. Триаллильное производное циануровой кислоты используется как сшивающий агент в производстве полимерных материалов.